# Kerry Mills

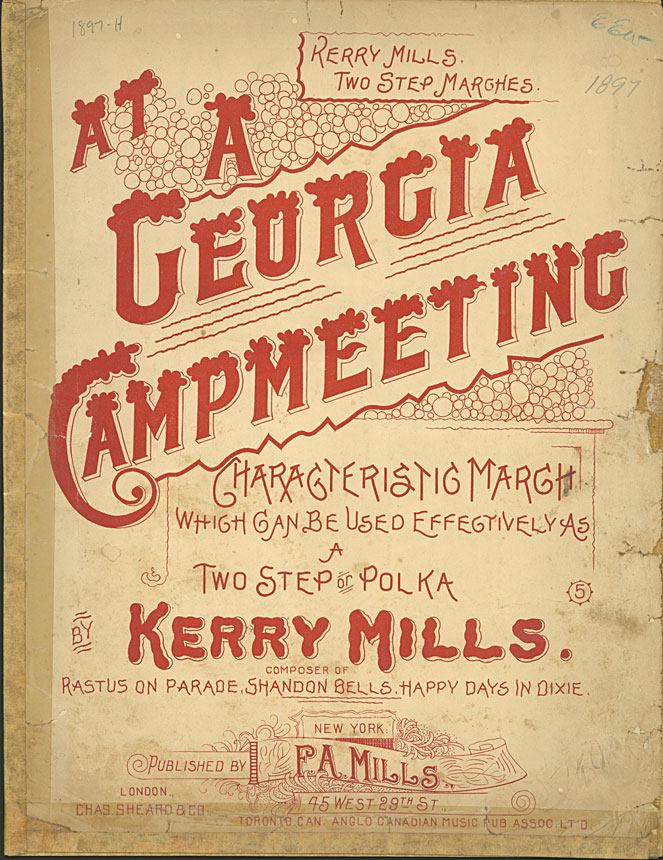
Notenausgabe von Mills Cakewalk At a Georgia Camp Meeting (1897), die sowohl, als Marsch, als Polka oder als Two Step aufgeführt werden konnte.

Kerry Mills (* 1. Februar 1869 in Philadelphia als Frederick Allen Mills; † 5. Dezember 1948 in Hawthorne (Kalifornien)) war ein amerikanischer Komponist und Musikverleger der Tin Pan Alley, der Unterhaltungsmusik schrieb.
Mills wurde als klassischer Geiger und war zunächst ab 1892 als Leiter der Streicherabteilung an der University of Michigan School of Music tätig, wo er mit dem Komponieren begann. 1895 zog er nach New York City. Er schrieb sowohl Cakewalks als auch Rags und Märsche und war vor allem zwischen 1895 und 1918 tätig. Er veröffentlichte seine und fremde Kompositionen in seinem Verlag, F. A. Mills Music Publisher. In den 1920er Jahren zog er nach Kalifornien. Populär war vor allem sein Cakewalk At a Georgia Camp Meeting, der auch in zahlreichen Filmen Verwendung fand; sein Song Meet Me in St. Louis wurde 1944 die Titelmelodie eines Spielfilms von Vincente Minnelli.

## Ausgewählte Kompositionen
- Any Old Port in a Storm
- At a Georgia Camp Meeting
- Impecunious Davis
- In the City of Sighs and Tears
- Just for the Sake of Society
- Kerry Mills' Barn Dance
- Let's All Go Up to Maud's
- Like a Star That Falls From Heaven
- The Longest Way 'Round Is the Sweetest Way Home
- Meet Me in St Louis, Louis (Text von Andrew B. Sterling)
- Red Wing (Text von Thurland Chattaway).
- We'll Be Together When the Clouds Roll by (Text von Alfred Bryan)
- While the Old Mill Wheel Is Turning
- Whistling Rufus